# Kateřina Šimáčková

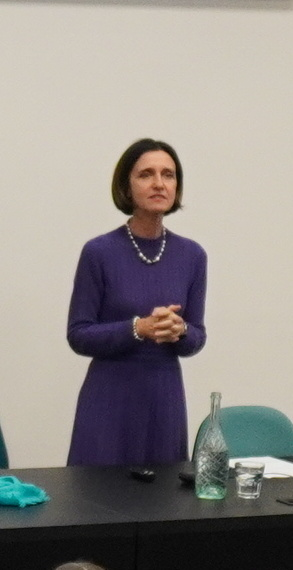
Kateřina Šimáčková (2025)

Kateřina Šimáčková (* 23. Oktober 1966 in Brünn) ist eine tschechische Juristin. Sie ist seit 2021 Richterin am Europäischen Gerichtshof für Menschenrechte (EGMR).

## Leben und Wirken
Šimáčková erwarb 1988 nach dem Studium der Rechtswissenschaften an der Masaryk-Universität in Brünn den Titel Master of Laws. Ab 1990 war sie als Dozentin an der Universität Brünn tätig und war 1992 anschließend als wissenschaftliche Mitarbeiterin am Verfassungsgericht der Tschechischen Republik tätig. Von 1994 bis 2009 praktizierte sie als Rechtsanwältin. 2007 wurde sie von der Universität Brünn zur Dr. iur. promoviert. Anschließend arbeitete sie als Assistenzprofessorin an der Universität Brünn, bevor sie Mitglied in einem Beratergremium der tschechischen Regierung wurde. Von 2009 bis 2013 war Šimáčková Richterin am obersten tschechischen Verwaltungsgerichtshof. 2013 wechselte sie als Richterin an das Verfassungsgericht der Tschechischen Republik, wo sie bis zu ihrer Wahl zum EGMR 2021 tätig. war. Bereits seit 2016 war sie ad hoc-Richterin am EGMR.
Im September 2021 wurde sie als Nachfolgerin von Aleš Pejchal als Vertreterin Tschechiens zur Richterin am Europäischen Gerichtshof für Menschenrechte gewählt. Sie trat ihre voraussichtlich bis 2030 dauernde Amtszeit am 13. Dezember 2021 an. Im selben Jahr wurde sie in die französische Ehrenlegion aufgenommen.